# Bohnenschneider

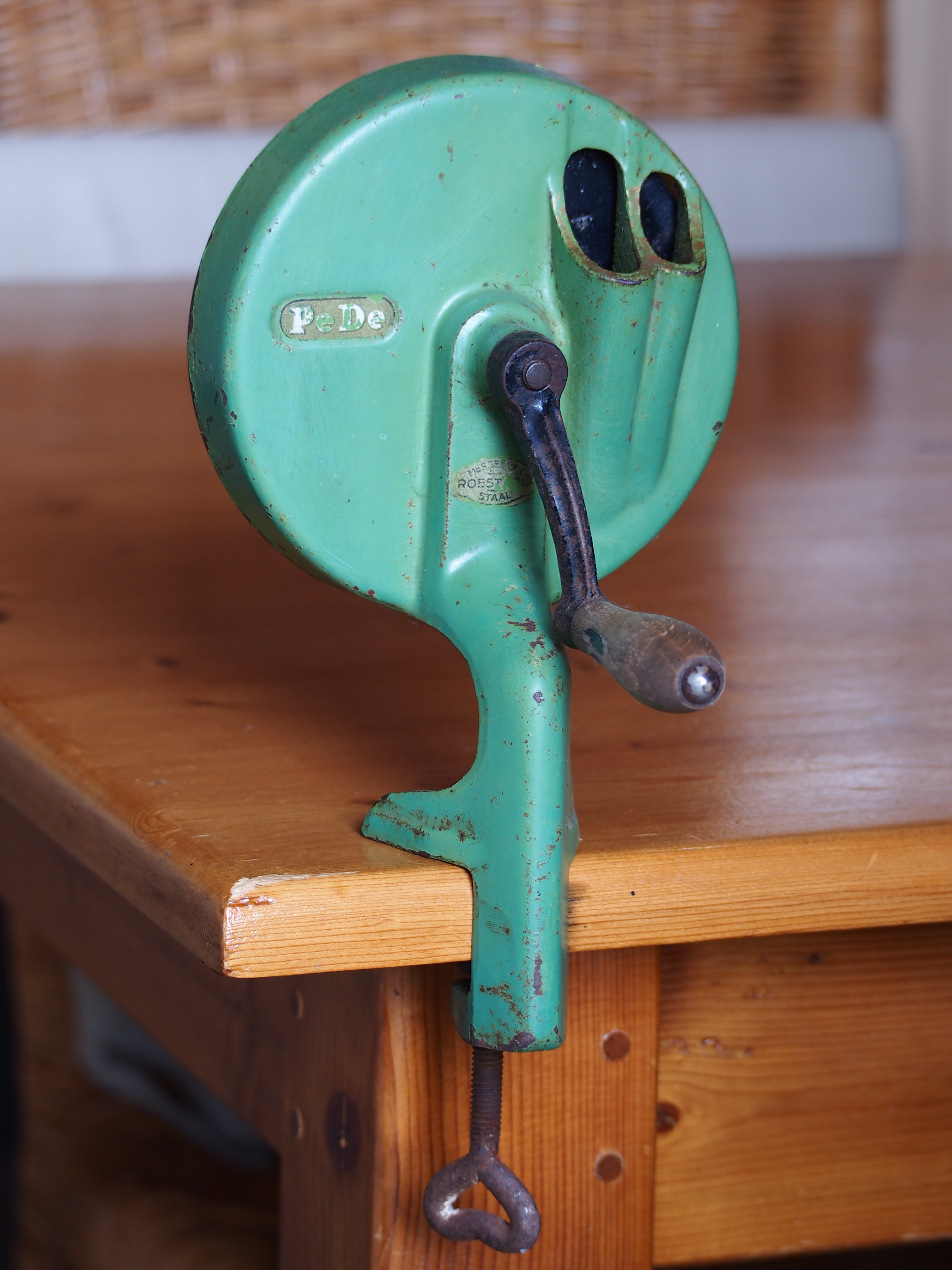
Bohnenschneider

Ein Bohnenschneider ist ein Küchengerät, mit dem aus Stangenbohnen Schnippelbohnen hergestellt werden. 
Er wird entweder mit einer Schraubzwinge an Tisch oder Arbeitsplatte befestigt oder hat einen Saugfuß. Auf der Seite der Handkurbel, die im Uhrzeigersinn gedreht wird, befinden sich in der Regel zwei Einfüllschächte (Tüllen), über die die Maschine mit einzelnen Bohnen bestückt wird. Gehärtete, geschliffene und drehbare Messer bringen die Bohnen beim Schneiden auf gleichmäßige Längen.